# 沙皇村

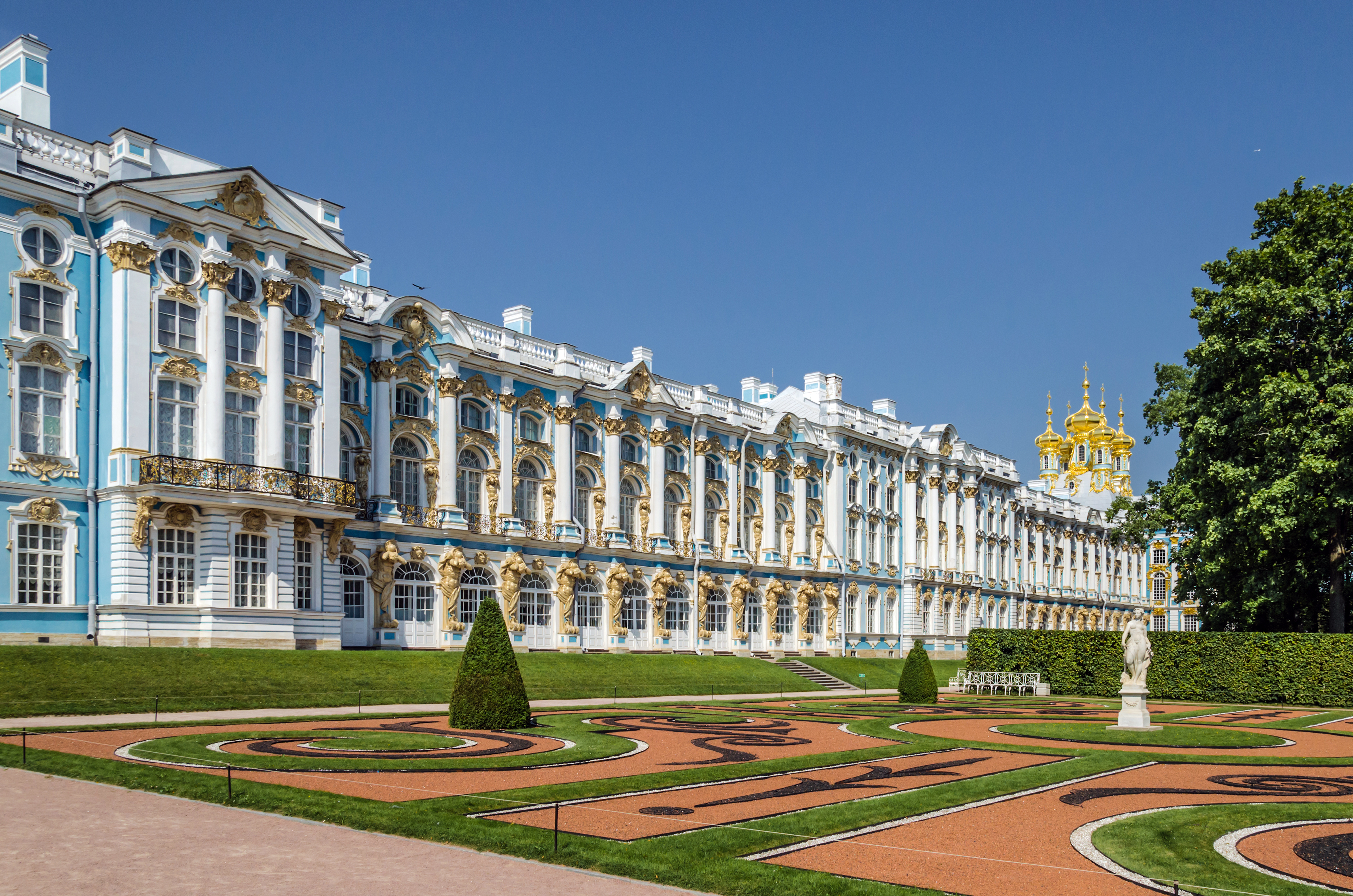
凱薩琳宮和公園

59°43′24″N 30°24′57″E / 59.72333°N 30.41583°E
沙皇村（俄语：Ца́рское Село́）是俄羅斯聖彼得堡郊外的村莊，是俄羅斯帝國時期俄羅斯皇族羅曼諾夫家族成員的居住地之一，位於聖彼得堡市中心以南24（15英里）處。現在沙皇村在行政區劃上屬於普希金市。沙皇村被列入世界文化遺產。

## 其他用法
苏联时期，许多苏联菁英阶层居住的社区获得了“沙皇村”的外号、这些社区的商店货品充足，建筑设计、建设和维护更加精良，莫斯科以西的一个社区相关产业很少，但比全国所有社区拥有更多的公园设施。